# Ministerio de Medio Ambiente y Transición Energética de Portugal
El Ministerio del Ambiente y de la Transición Energética (MATE en portugués) es el nombre asignado al departamento del gobierno portugués responsable de las cuestiones ambientales y energéticas.

## Funciones
El área de Gobernanza del Medio Ambiente y la Transición Energética tiene la misión de formular, conducir, ejecutar y evaluar el medio ambiente, la planificación del uso del suelo, las ciudades, la vivienda, las políticas urbanas, suburbanas y de pasajeros, el clima, la conservación de la naturaleza y la energía desde una perspectiva de desarrollo sostenible y cohesión social y territorial.

## Ministros
| Periodo           | Ministro                   | Gobierno                    |
| ----------------- | -------------------------- | --------------------------- |
| 2018 – actualidad | João Pedro Matos Fernandes | XXI Gobierno Constitucional |